# Rue Matrognard
La rue Matrognard est une rue ancienne du centre historique de la ville de Liège (Belgique) reliant la rue Florimont au quai Sur-Meuse. À la suite des travaux de rénovation en 2022, la rue est piétonnisée.

## Odonymie
Au XIVe siècle, une étuve (établissement de bains publics) portait le nom de Matruilhar.

## Description
Cette rue plate et rectiligne d'une longueur de 74 m compte des commerces aux extrémités de la rue. Elle relie le quai Sur-Meuse à rue Florimont. Le côté pair de la voirie est occupé par la façade latérale de l'ancienne Grand Poste. En 2022, la rue Matrognard subit une profonde rénovation en vue de l'extension du piétonnier liégeois. Les trottoirs et la route sont remplacés par une rue pavée de plain-pied.
Jusqu'au début des années 2000, les rez-de-chaussée de plusieurs maisons du côté impair, celles proches du carrefour avec la rue Florimont, était occupés par des vitrines de salons de prostitution. 

## Architecture
L'entièreté du côté impair de la rue est occupée par des immeubles de trois étages bâtis en brique rouge ou blanche vernissée (nos 5 et 9). Datant du début du XXe siècle, ils donnent une certaine homogénéité architecturale à ce côté de la rue. Les six immeubles des nos 5 à 15 possèdent chacun un oriel à base rectangulaire s'étendant sur deux ou trois étages.
La façade latérale droite de la Grand Poste.

## Voiries adjacentes
- Rue Florimont
- Quai Sur-Meuse
- Piétonnier de Liège

### Source et bibliographie
- Yannik Delairesse et Michel Elsdorf, Le nouveau livre des rues de Liège, Liège, Noir Dessin Production, 2008, 512 p. (ISBN 978-2-87351-143-2 et 2-87351-143-5, présentation en ligne), p. 321